# Medinilla kemulensis
Medinilla kemulensis är en tvåhjärtbladig växtart som beskrevs av Regalado. Medinilla kemulensis ingår i släktet Medinilla och familjen Melastomataceae. Inga underarter finns listade i Catalogue of Life.